# Христос Спасител (Константинопол)
„Христос Спасител“ в Хо̀ра (на гръцки: ἡ Ἐκκλησία του Ἅγιου Σωτῆρος ἐν τῃ Χώρᾳ) е бивша църква в Истанбул, Турция. След падането на града през 1453 г. е превърната в джамия, а днес е музей. Църквата е един от най-красивите, оцелели до наши дни, образци на византийската църковна архитектура и изкуство.

## История
Първоначално църквата е изградена като част от манастирски комплекс, който се намира извън стените на града. След разширението на градските стени от Теодосий II през 413 – 414 г. тя попада в новообособения квартал Хора̀ откъдето получава и името си.
По-голямата част от днешния си вид, църквата придобива в периода 1077 – 1081 г., когато е реконструирана. През XII век, църквата е частично разрушена, вероятно от земетресение. Възстановена е от севастократор Исак Комнин. Окончателният вид църквата добива два века по-късно. Могъщият византийски държавник Теодор Метохит изпълва интериора на църквата с красиви мозайки и стенописи, които са изпълнени в периода 1315 – 1321 г. Тези мозайки са едни от най-добрите примери на Палеологовия ренесанс. През 1328 г. Теодор Метохит е изпратен в изгнание от узурпатора Андроник III Палеолог. Завръщайки се в града, две години по-късно, той прекарва последните две години от живота, като монах в църквата.
По време на обсадата на Константинопол през 1453 година в църквата е донесена икона на Света Богородица, която е смятана за пазителка на града, за да помага на защитниците на обсадения град.
Около 50 години след падането на града великият везир на султан Баязид II, Атик Али Паша, заповядва църквата да бъде превърната в джамия под името Карие джамия. След този момент повечето мозайки и фрески са заличени.
През 1948 г. е предприета програма за реставрация на Карие джамия, която от този момент престава да функционира като джамия. През 1958 е отворена отново за публични посещения, този път като музей под името Карие музей.

## Вътрешно оформление
Църквата не е впечатляваща със своите размери, за разлика от други византийски църкви, но е уникална чрез своето вътрешно оформление и в частност с мозайките и фреските си. Площта на църквата е 742,5 m2, която се поделя между три основни части: входният нартекс (притвор), главният наос и страничен параклис. Сградата има шест купола: 2 в нартекса, 1 в параклиса и 3 в наоса.

### Нартекс
Главният западен вход на сградата води към нартекса. Той, от своя страна, се дели на две части, наречени екзонартекс (външна част) и езонатрекс (вътрешна част). Всяка от тях съдържа уникални мозайки.